# Lijst van wegen in Armenië
De lijst van wegen in Armenië toont een overzicht van de Armeense "wegen van internationaal belang", de zogeheten M-wegen (Մ). Het land kent op het niveau hieronder "wegen van republikeins belang" (H-wegen). Dit zijn de belangrijkste twee klassen van wegen in het land. De totale lengte van de openbare, inclusief het onderliggende wegennet is 7.543 kilometer (stand 2021). Hiervan is 1.753 kilometer M-weg en 2.000 kilometer H-weg.

## Wegen van internationaal belang
De Armeense wegen van internationaal belang (Armeens: միջպետական նշանակության ճանապարհներ) verbinden Armenië met het wegennet van buurlanden Azerbeidzjan, Georgië, Iran en Turkije en dienen daarmee de internationale transportverbindingen.  Deze wegen zijn volgens de wet geclassificeerd met de letter M, wat afgeleid is van het Armeense woord voor "interstatelijk" (Armeens: Միջպետական, Midzjpetakan). Onderstaande tabel geeft de M-wegen weer volgens de definitie van het ministerie van Territoriaal Bestuur en Infrastructuur.
| Nummer | Naam                                                                                | Lengte    | Internationaal wegnummer                               | Opmerking                                              |                                                        |
| ------ | ----------------------------------------------------------------------------------- | --------- | ------------------------------------------------------ | ------------------------------------------------------ | ------------------------------------------------------ |
| Մ1     | Jerevan - Asjtarak - Gjoemri - Georgië (S11 naar Achaltsiche)                       | 173,7 km  | AH81 AH82                                              |                                                        |                                                        |
| Մ2     | Jerevan - Yerevan - Jerasch - Megri - Iran (naar Tabriz)                            | 384,3 km  | AH81 AH82                                              |                                                        |                                                        |
| Մ3     | Turkije (Iğdır) - Margara - Vanadzor - Tasjir - Georgië (Achkerpi, S6 naar Tbilisi) | 183,7 km  | AH81                                                   | grens Turkije gesloten                                 |                                                        |
| Մ4     | Jerevan - Sevan - Idzjevan - Azerbeidzjan (naar Qazax)                              | 148,2 km  | AH83                                                   | grens Azerbeidzjan gesloten                            |                                                        |
| Մ5     | Jerevan - Etsjmiadzin - Armavir - Turkije (naar Erzurum)                            | 63,1 km   |                                                        | grens Turkije gesloten                                 |                                                        |
| Մ6     | Vanadzor (M3) - Alaverdi - Georgië (Sadachlo, S7 naar Tbilisi)                      | 91,2 km   |                                                        |                                                        |                                                        |
| Մ7     | Spitak (M3) - Gjoemri - Turkije (naar Kars)                                         | 54,3 km   | AH82                                                   | grens Turkije gesloten                                 |                                                        |
| Մ8     | Vanadzor (M6) - Dilidzjan                                                           | 42 km     |                                                        |                                                        |                                                        |
| Մ9     | Talin (M1) - Karakert - Sjenik - Bagaran - Turkse grens                             | 58,7 km   |                                                        |                                                        |                                                        |
| Մ10    | Sevan - Martoeni - Getap (M2)                                                       | 124 km    |                                                        |                                                        |                                                        |
| Մ11    | Martoeni - Vardenis - Azerbeidzjan (naar Stepanakert)                               | 56,2 km   |                                                        | grens Azerbeidzjan gesloten                            |                                                        |
| Մ12    | Goris (M2) - Azerbeidzjan (naar Stepanakert)                                        | 28,5 km   |                                                        | grens Azerbeidzjan beperkt geopend (Latsjin corridor)  |                                                        |
| Մ13    | Angeghakot (M2) - Azerbeidzjan (naar Nachitsjevan)                                  | 20,6 km   |                                                        | grens Azerbeidzjan gesloten                            |                                                        |
| Մ14    | Sjoghakat (M4) - Vardenis                                                           | 97,8 km   |                                                        |                                                        |                                                        |
| Մ15    | Ptghni (M4) - Masis                                                                 | 29,4 km   |                                                        | oostelijke bypass Jerevan                              |                                                        |
| Մ16    | Abovyan (M4) - Voskepar - Nojemberjan (M6)                                          | 59 km     |                                                        |                                                        |                                                        |
| Մ17    | Kapan (M2) - Tsav - M2 (bij Megri)                                                  | 90,8 km   | AH81                                                   |                                                        |                                                        |
| Totaal | Totaal                                                                              | 1705,5 km | plus 47,4 km bijbehorende knooppunten, totaal 1753 km. | plus 47,4 km bijbehorende knooppunten, totaal 1753 km. | plus 47,4 km bijbehorende knooppunten, totaal 1753 km. |